# Créot
Créot település Franciaországban, Saône-et-Loire megyében. Lakosainak száma 80 fő (2022. január 1.). Créot Saint-Gervais-sur-Couches, Change, Paris-l’Hôpital és Saint-Sernin-du-Plain községekkel határos.

## Népesség
A település népességének változása:
| Lakosok száma | 81   | 82   | 85   | 81   | 80   | 78   | 79   | 79   | 80   |
|               | 2013 | 2015 | 2016 | 2017 | 2018 | 2019 | 2020 | 2021 | 2022 |